# Masmo (Stockholms tunnelbana)
Masmo ist eine unterirdische Station der Stockholmer U-Bahn. Sie befindet sich im Stadtteil Masmo in der Gemeinde Huddinge. Die Station wird von der Röda linjen des Stockholmer U-Bahn-Systems bedient. Sie zählt zu den eher mäßig frequentierten Stationen des U-Bahn-Netzes. An einem normalen Werktag steigen hier 2.400 Pendler zu und um.
Die Station wurde am 1. Oktober 1972 in Betrieb genommen, als der Abschnitt der Röda linjen zwischen Vårberg und Fittja eingeweiht wurde. Die Bahnsteige befinden sich ca. 20–45 Meter unter der Erde. Die Station liegt zwischen den Stationen Vårby gård und Fittja. Bis zum Stockholmer Hauptbahnhof sind es etwa vierzehn km.